# Evangelische Kirche (Bruchweiler)

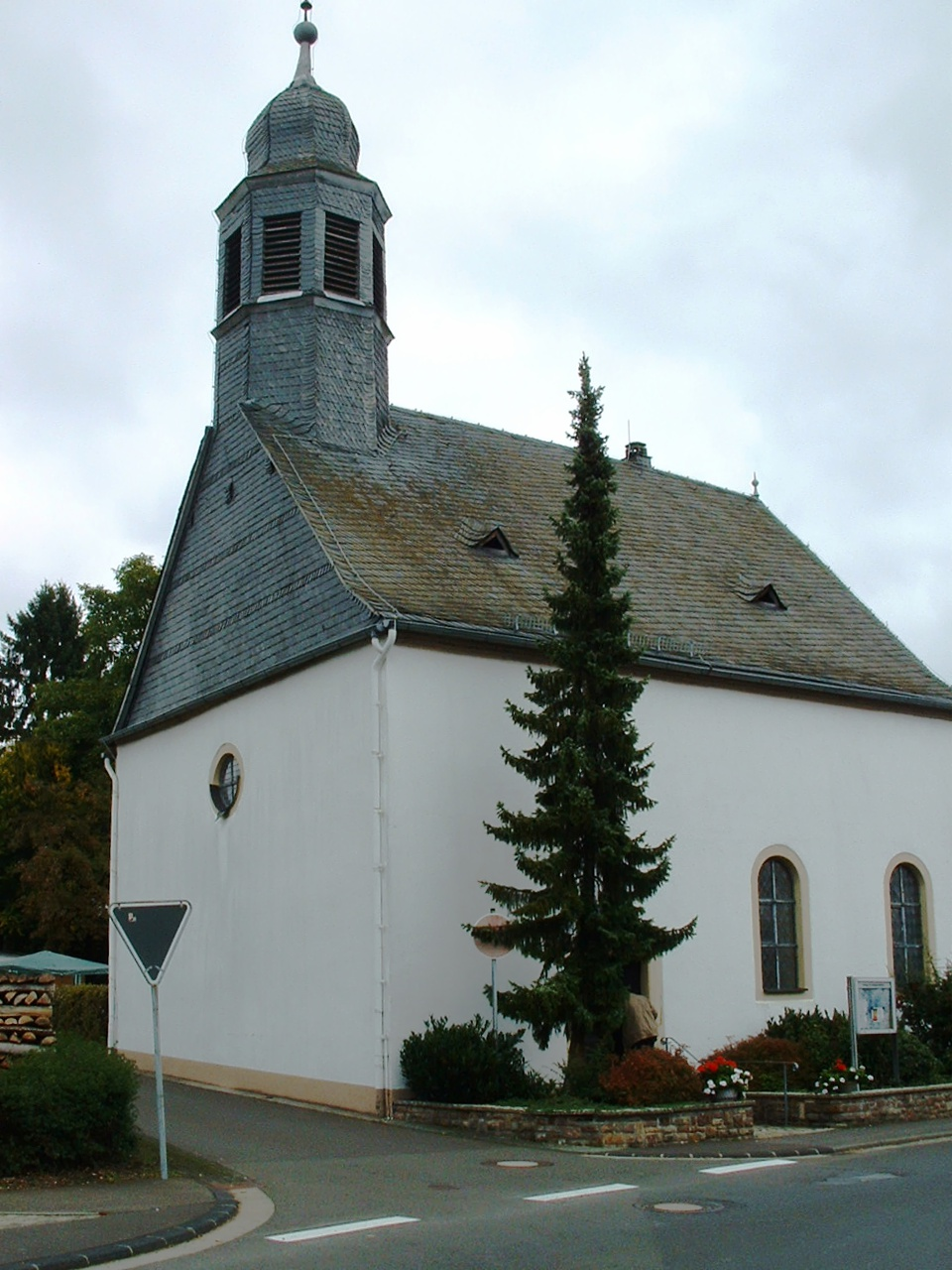
Kirche von außen

Die Evangelische Kirche Bruchweiler ist die Kirche in Bruchweiler, einer Gemeinde im Landkreis Birkenfeld in Rheinland-Pfalz. Die heutige Kirche ist ähnliche wie die Kirche in Schauren ein barocker Saalbau aus dem 18. Jahrhundert mit Altar, Emporen und Kanzel aus der Erbauungszeit. Bemerkenswert sind die Orgel der Gebrüder Stumm und die Brüstungsbilder an der Westempore. Die evangelische Kirchengemeinde Schauren-Kempfeld-Bruchweiler im Hunsrück gehört zum Kirchenkreis Trier der Evangelischen Kirche im Rheinland.

## Geschichte

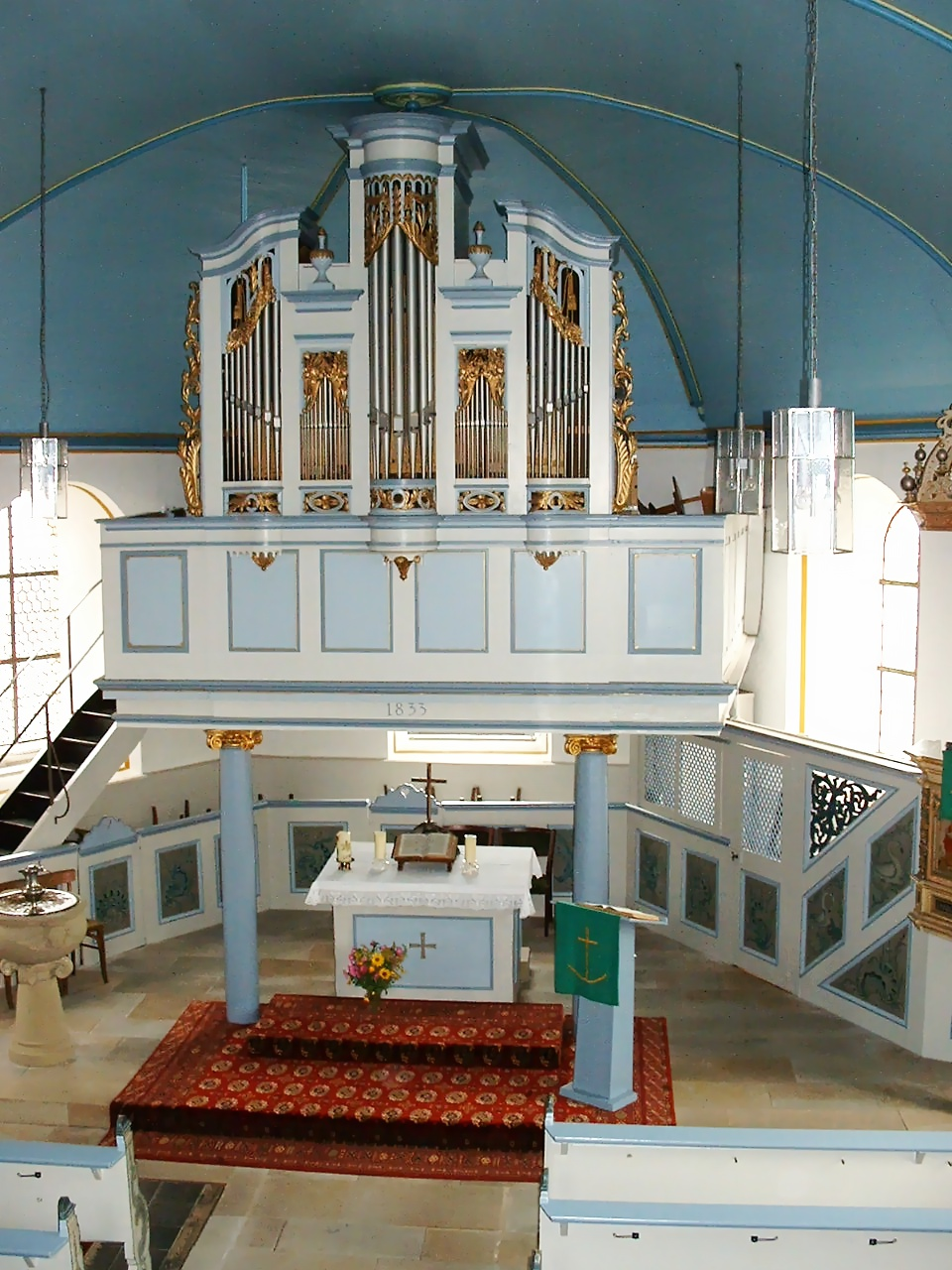
Chor von der Empore

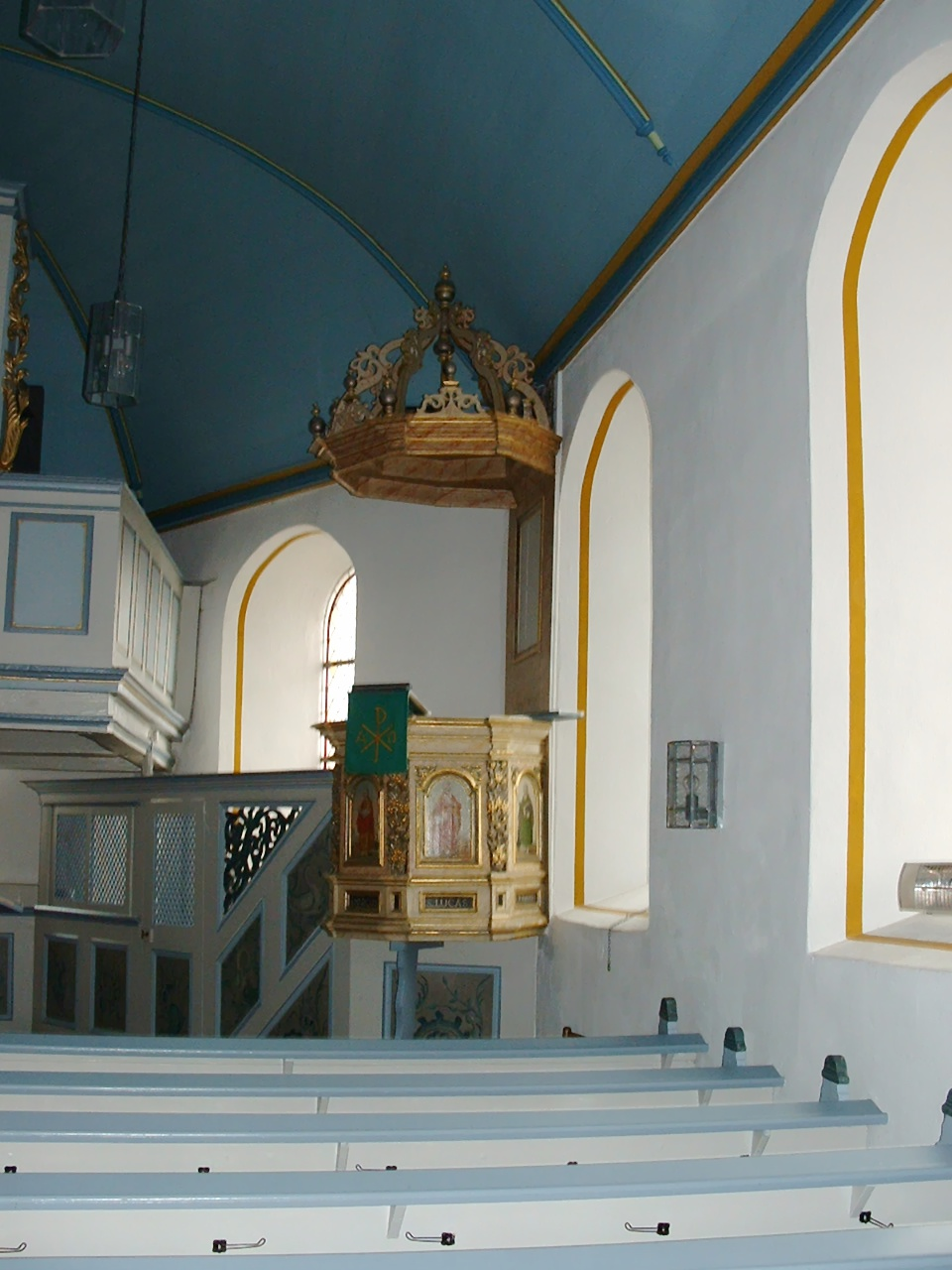
Kanzel

Der Ort Bruchweiler wird erstmals 1279 urkundlich erwähnt. Die Kapelle gehörte lange zur Pfarrei Wirschweiler, nach dem Bau der Kirche 1746 war sie als eigenen Pfarrei mit Sensweiler verbunden.

## Architektur und Ausstattung

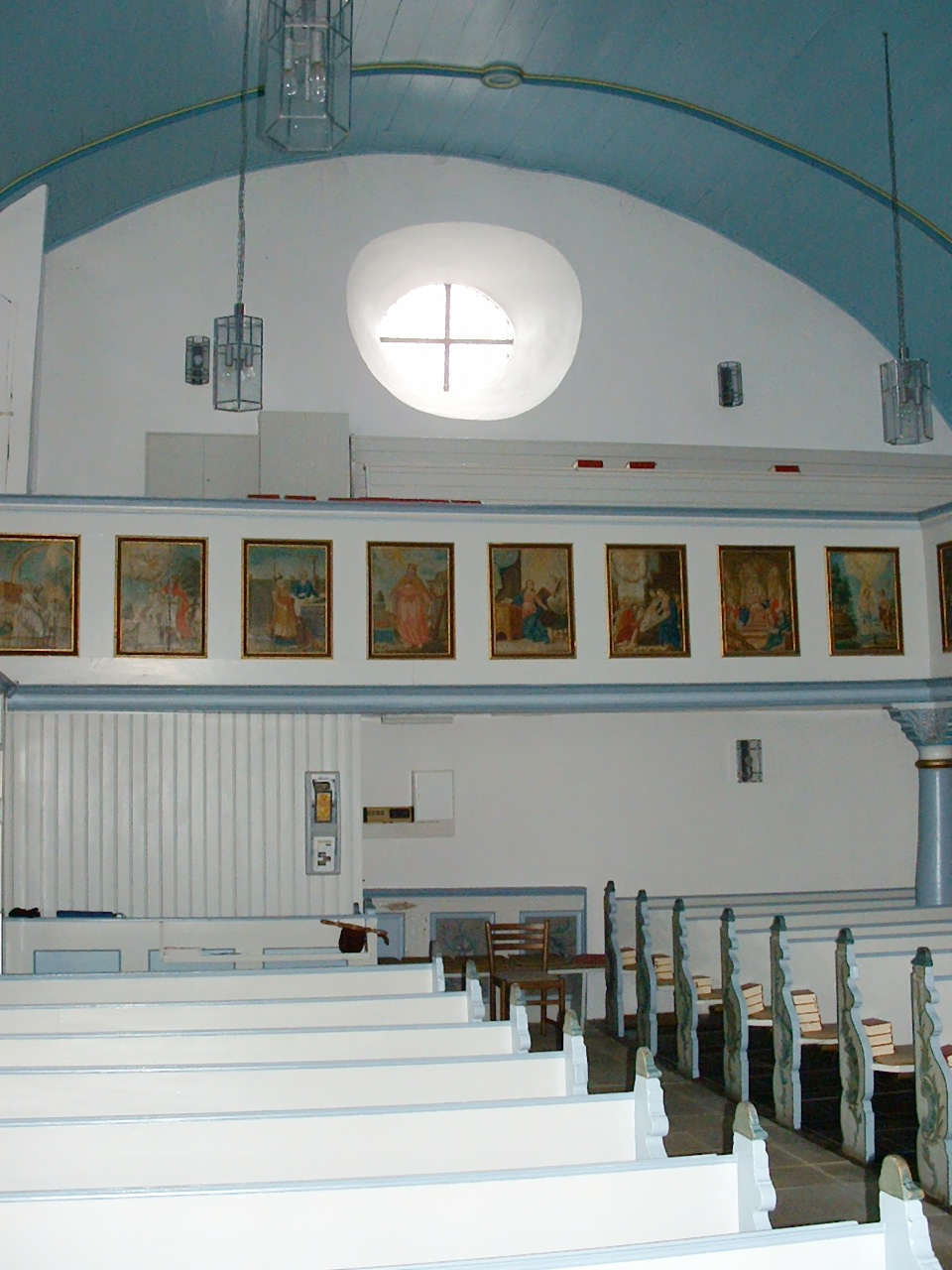
Westempore

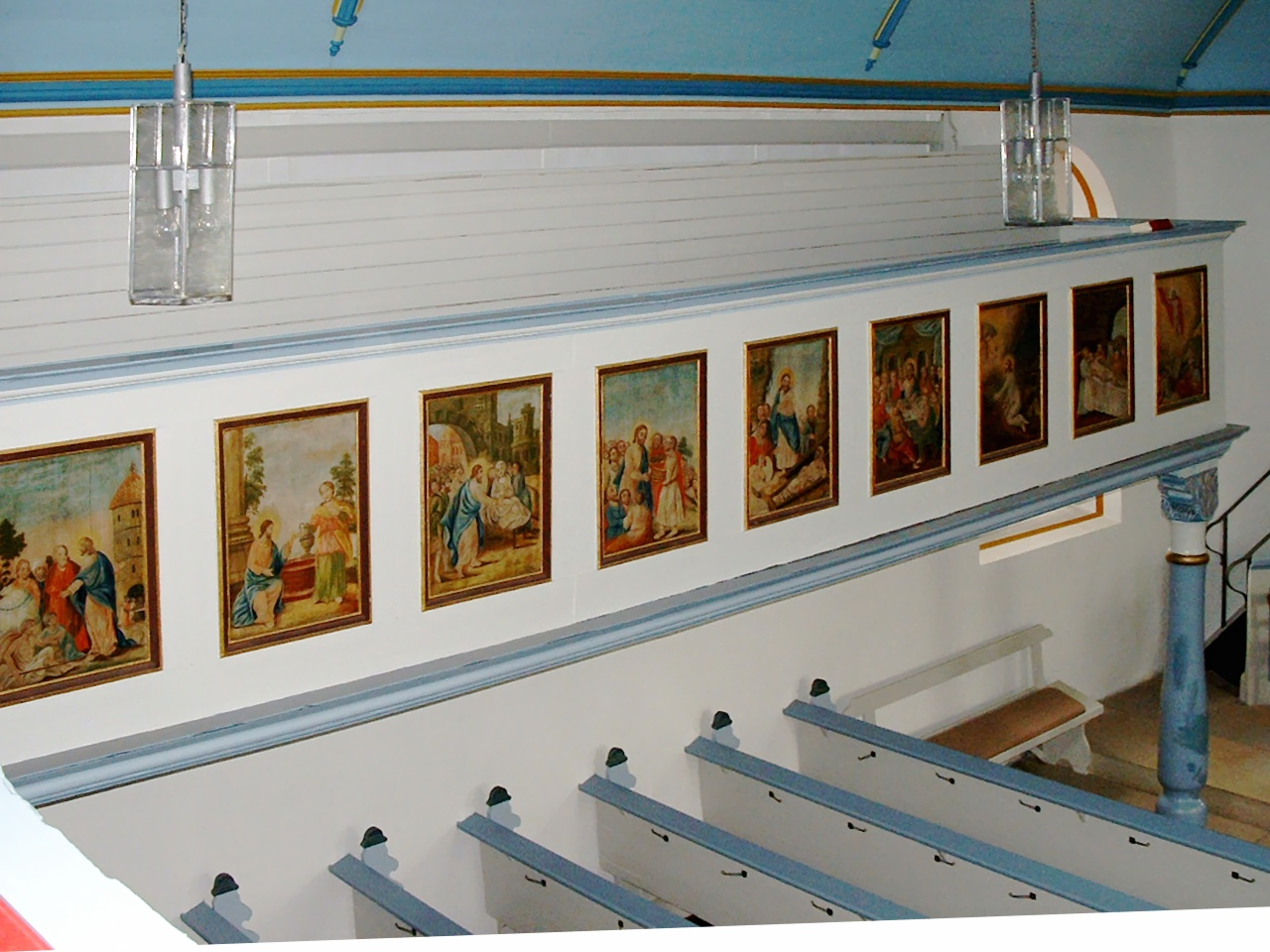
Bilder an der Empore

Die geostete Saalkirche wurde 1744–46 als verputzter Bruchsteinbau errichtet. Der Chor besitzt einen dreiseitigen Chorabschluss, sechs Rundbogenfenster und ein Ochsenauge an der Westseite. Die Eisenrahmen bestehen aus Hunsrücker Eisen.
Der Eingangsbereich auf der Westseite wird von einem für den Hunsrück typischen Vorbau geschützt. Die Inschrift auf dem Türsturz des rechteckigen Eingangs an der Südseite lautet: BEWARE DEINEN FUS, WANN DU ZUM HAUSE GOTTES GEHST DAS DU KOMEST UND HÖREST WAS DIR GOT DURCH SEINEN DIENER SAGEN LÄSST. ANNO 1744.
Die Ausstattung stammt aus der Erbauungszeit: Der Presbyter- und der Pfarrstuhl sind eine Laubsägearbeit. Die Kanzel mit polygonalem Korb und kronenförmigem Schalldeckel ist aus Holz mit Akantusschnitzereien an den Ecken und den vier Evangelistenbildern. Die Bemalungen der rundbogigen Holzdecke sind nicht mehr erhalten, dafür aber 19 Bilder aus dem Alten Testament und dem Leben Jesu an der Brüstung der Empore. Anders als in Schauren sind auch alttestamentliche Szenen dargestellt.
Der Dachreiter am westlichen Ende des Schiffs ist unten quadratisch und geht oben in ein Achteck über.

## Orgel

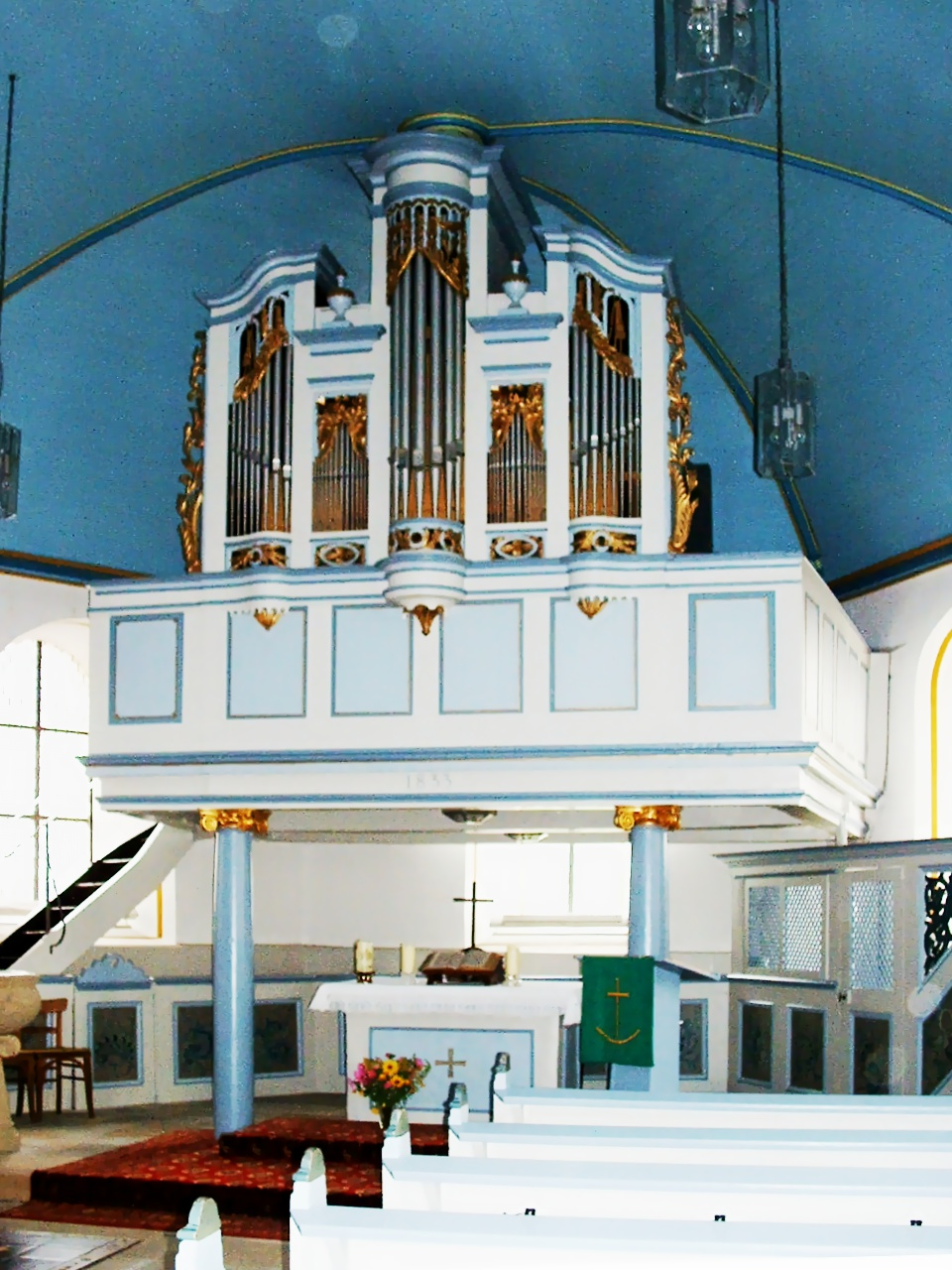
Orgelempore mit Stumm-Orgel über dem Altar

Auf der 1833 errichteten Empore mit ionischen Diagonalsäulen über dem Altar aus Sandstein befindet sich eine Orgel der Orgelbauerfamilie Stumm von 1833 mit einem klassizistischen Prospekt mit Blumen-, Vasen- und Blattrankenmotiven. Sie umfasst 12 Register auf einem Manual und Pedal. Die Disposition lautet:
| Manual                                    |                  |
| Bordun B/D                                | 8′               |
| Flauto travers D                          | 8′               |
| namenloses Register, wahrscheinlich Gambe | 8′               |
| Prinzipal                                 | 4′ (im Prospekt) |
| Flöte                                     | 4′               |
| Oktave                                    | 2′               |
| Quinte                                    | 2 ⁄3′            |
| Terz                                      | 1 3⁄5′           |
| Mixtur III                                | 1′               |
| Trompete B/D                              | 8′               |
| Tremulant                                 |                  |

| Pedal C–f |     |
| Subbass   | 16′ |
| Oktavbass | 8′  |

- Koppeln: I/P

## Glocken

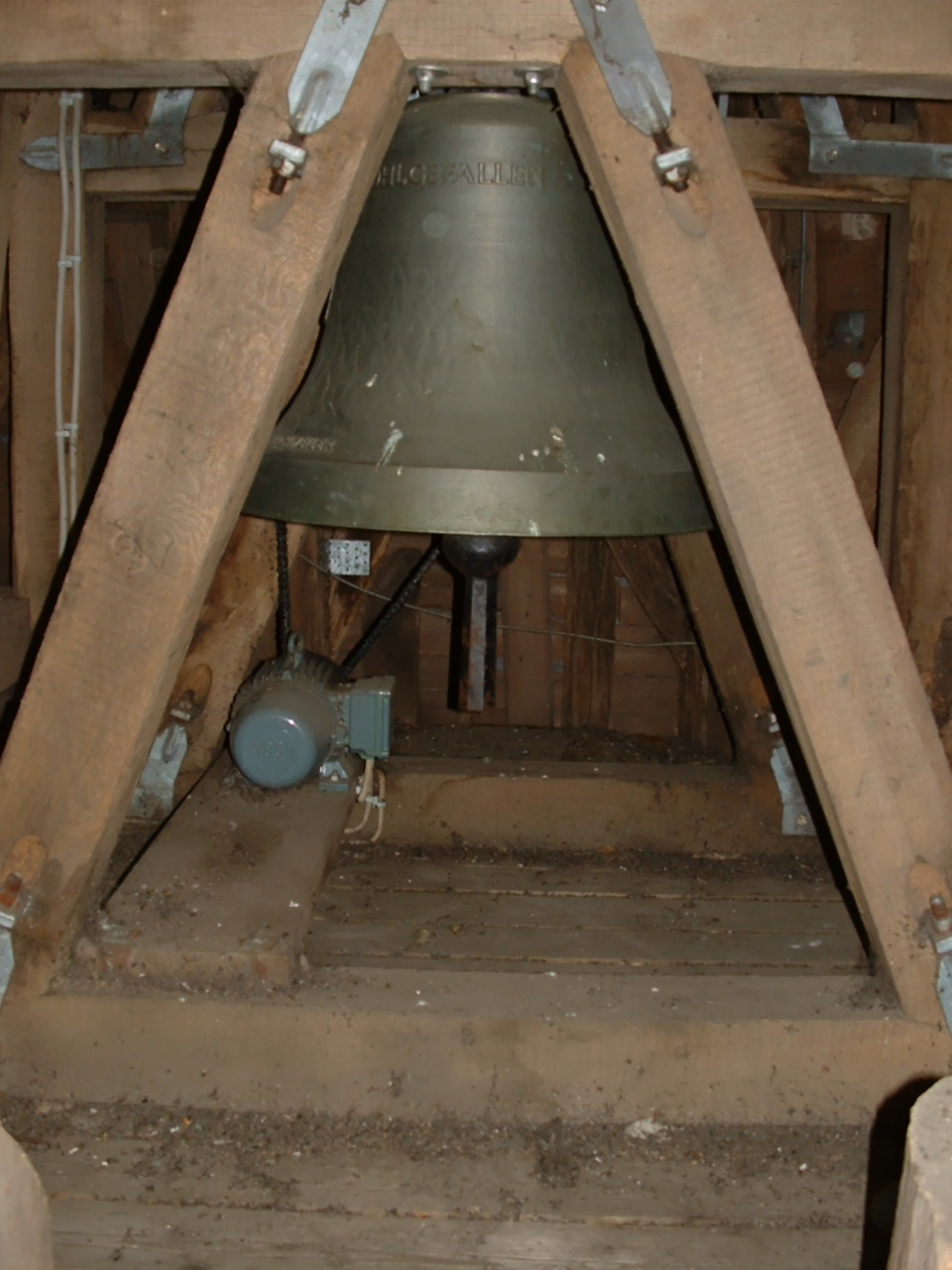
Glocke

Das Geläut der Kirche von 1863 bestand ursprünglich aus drei Glocken, von denen zwei im Ersten Weltkrieg abgeliefert werden mussten und eingeschmolzen wurden.

## Nutzung
Die Gemeinde Bruchweiler gehörte zeitweise zur Pfarrei Sensweiler, dann wieder zu Schauren. Die heutige Kirchengemeinde Schauren-Kempfeld-Bruchweiler besteht seit 1974 und ist seit 2011 mit der evangelischen Kirchengemeinde Wirschweiler-Allenbach-Sensweiler pfarramtlich verbunden. Zusammen sind sechs Kirchen und neun Predigtstellen in den beiden Kirchengemeinden zu bedienen. In Bruchweiler wird derzeit (2015) einmal alle drei Wochen (abwechselnd mit Schauren und Kempfeld) und an den kirchlichen Festtagen ein Gottesdienst gefeiert.